# Бакст, Николай Игнатьевич
Николай Игнатьевич (Ноах Исаакович) Бакст (1842, Мир — 1904, Санкт-Петербург) — российский физиолог и общественный деятель; младший брат О. И. Бакста.

## Биография
Николай Игнатьевич Бакст родился в 1842 году в Мире. Окончил курс в Петербургском университете и был послан за границу для приготовления к занятию кафедры физиологии.
После защиты магистерской диссертации: «О скорости передачи раздражений по двигательным нервам человека», в 1867 году был назначен приват-доцентом в Петербургском университете; читал также лекции физиологии на женских медицинских курсах. Состоял членом ученого комитета министерства народного просвещения.
Главнейшие научные работы Бакста, посвященные труднейшим вопросам нервной физиологии, напечатаны в записках Берлинской Академии Наук и в «Pfluger’s Archiv fur Physiologie» (1867—1878). На русском языке издал: «Курс физиологии органов чувств» (вып. 1, СПб., 1886), «О значении физиологии при изучении медицины» (СПб., 1881).
Выступал и как публицист, поместив в конце 1870-х годов в газетах «Голос» и «Московские Ведомости» ряд статей по университетскому вопросу. Вспышка антисемитизма в Германии и погромы в России в 1881 году возбудили у Бакста интерес к еврейскому вопросу. Он принимал деятельное участие в еврейской общественной жизни. Приглашенный в качестве эксперта в «Высшую комиссию по пересмотру действующих о евреях империи законов», старался осветить перед комиссией тяжелое положение евреев, указывая, что единственный выход из него — уравнение евреев в правах с прочим населением.
По инициативе Бакста был учрежден в 1880 году «Временный комитет ремесленного и земледельческого фонда» для содействия к распространению среди еврейской массы производительного труда, затем образовано ОРТ.